# Negativa tal

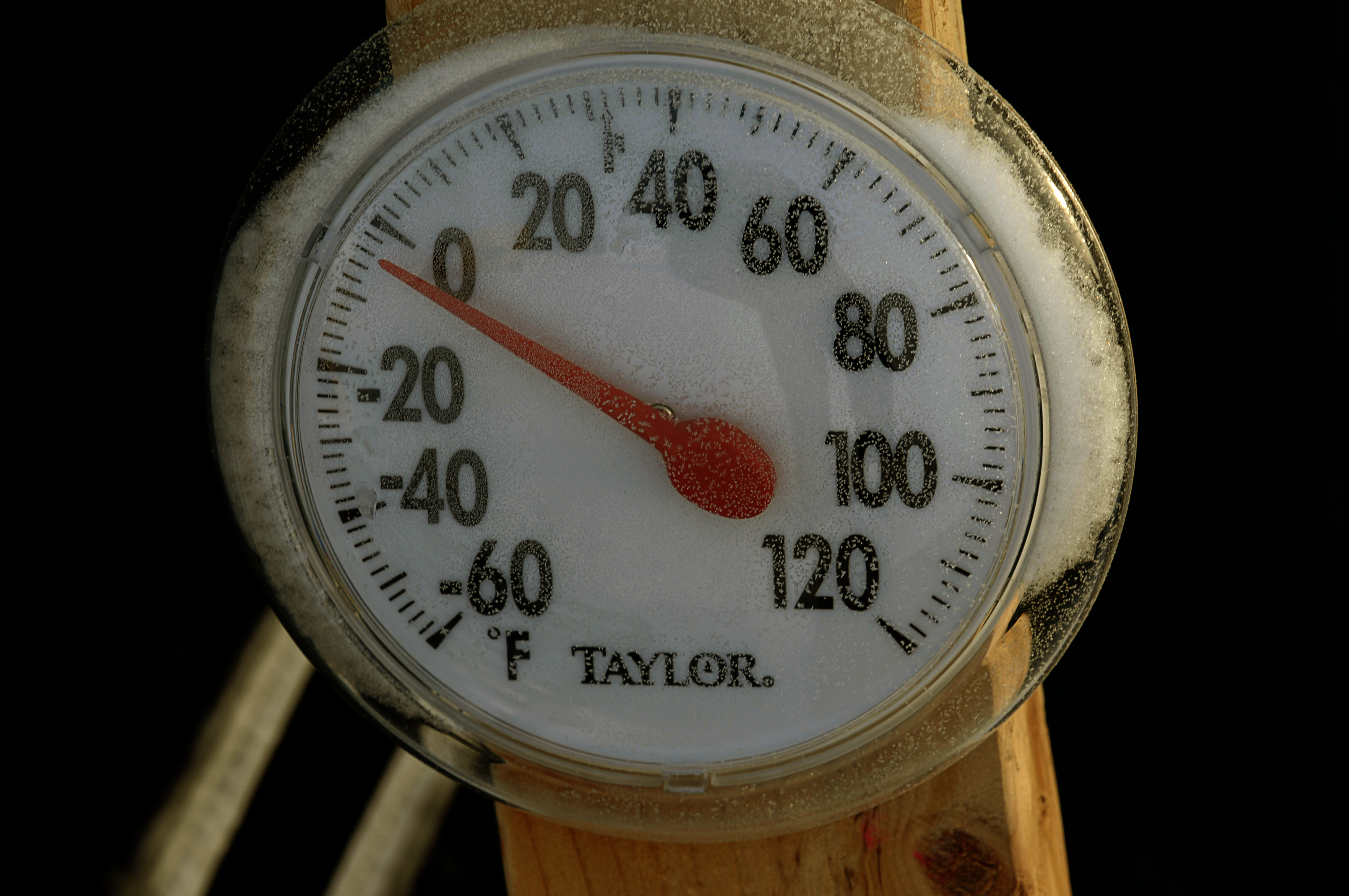
Denna termometer visar ett negativ värde av temperatur, nämligen −4 °F (= −20 °C).

Negativa tal kallas inom matematiken sådana tal som är mindre än noll (0). De tal som är större än 0 kallas positiva tal. Talet 0 självt är varken negativt eller positivt. Mängden av alla negativa heltal betecknas ibland Z−. Unionen av Z−, {0} och Z+ är lika med mängden av alla heltal (Z), och {Z−, {0}, Z+} sägs vara en partition av Z.

## Historia
Inom matematik började man så smått räkna med negativa tal något århundrade före Kristus, först i Kina, och senare i Indien. Ända in på 1800-talet, särskilt i Europa, ansågs detta som ett trick, eftersom negativa tal inte ansågs finnas på riktigt.
Det kan man till exempel se under 1400-talets Italien, när Luca Pacioli gav ut sin bok i dubbel bokföring. Eftersom negativa tal inte hade kommit till Europa bokförde man istället på debet och kredit.